# Cervonoukraiinka, Tomakivka
Cervonoukraiinka (în ucraineană Червоноукраїнка) este un sat în comuna Zelenîi Hai din raionul Tomakivka, regiunea Dnipropetrovsk, Ucraina.

## Demografie
Componența lingvistică a localității Cervonoukraiinka
     Ucraineană (91,24%)
     Rusă (8,76%)
Conform recensământului din 2001, majoritatea populației localității Cervonoukraiinka era vorbitoare de ucraineană (91,24%), existând în minoritate și vorbitori de rusă (8,76%).